# Wienerwaldstadion
Das Wienerwaldstadion ist ein Fußballstadion in der niederösterreichischen Stadt Neulengbach im namensgebenden Wienerwald. Es ist die Heimspielstätte des Fußballvereins SV Neulengbach. 

## Geschichte
Das Stadion wurde in den Jahren 2004 bis 2005 umgebaut und am 6. Mai 2006 feierlich wiedereröffnet. Die Spielfeldgröße beträgt 103 × 65 m. Das Stadion fasst nunmehr 3000 Plätze, wovon 400 überdachte Sitzplätze und 400 weitere Sitzbänke sind.
Bald nach dem Zweiten Weltkrieg wurde das Wienerwaldstadion erstmals eröffnet und ist seit diesem Zeitpunkt die Heimspielstätte von SV Neulengbach. In den 1960er- und 1970er-Jahren wurden auch Speedway-Veranstaltungen durchgeführt, bei diesen gab es bis zu 5000 Zuschauer.
Später wurden auch kulturelle Veranstaltungen durchgeführt, zum Beispiel war Rainhard Fendrich in den 1990er Jahren zu Gast im Wienerwaldstadion. Der Besuchsrekord aus der "Neuzeit" wurde am Samstag, 29. März 2014, trotz Liveübertragung von ORF Sport +, beim Viertelfinale der UEFA Women’s Champions League zwischen NÖSV Neulengbach Frauen und Tyresö FF (0:0) mit 1255 Zuschauern aufgestellt. Die erste TV-Live-Übertragung aus dem Wienerwaldstadion gab es am 10. November 2010 via Eurosport beim Achtelfinalspiel der UEFA Women’s Champions League gegen Turbine Potsdam (1100 Zuschauer).
Bei den Heimspielen der UEFA Women’s Champions League der Neulengbacher Frauen (2006–2014) gab es fast immer 700 bis etwas über 1000 Zuschauer. Lokalderbys der Herren in den 1990er-Jahren und Anfang des neuen Jahrtausends gegen Würmla, Maria Anzbach oder ATSV Schönfeld/Tausendblum wurden zumeist von 500 bis 800 Zuschauern besucht.